# Гульборгсунн (коммуна)
Гульборгсунн (дат. Guldborgsund Kommune) — датская коммуна в составе области Зеландия. Площадь — 903,42 км², что составляет 2,1 % от площади Дании без Гренландии и Фарерских островов. Численность населения на 1 января 2008 года — 63 496 чел. (мужчины — 31 434, женщины — 32 062).

## История
Коммуна была образована в 2007 году из следующих коммун:
- Нюкёбинг Фальстер (Nykøbing Falster)
- Нюстед (Nysted)
- Нёрре Альслев (Nørre Alslev)
- Сакскёбинг (Sakskøbing)
- Стуббекёбинг (Stubbekøbing)
- Сюдфальстер (Sydfalster)

## Железнодорожные станции
- Эскильструп (Eskilstrup)
- Гедсер (Gedser)
- Гренге (Grænge)
- Нёрре Альслев (Nørre Alslev)
- Нюкёбинг Ф (Nykøbing F)
- Э. Торебю (Ø. Toreby)
- Сакскёбинг (Sakskøbing)

## Изображения

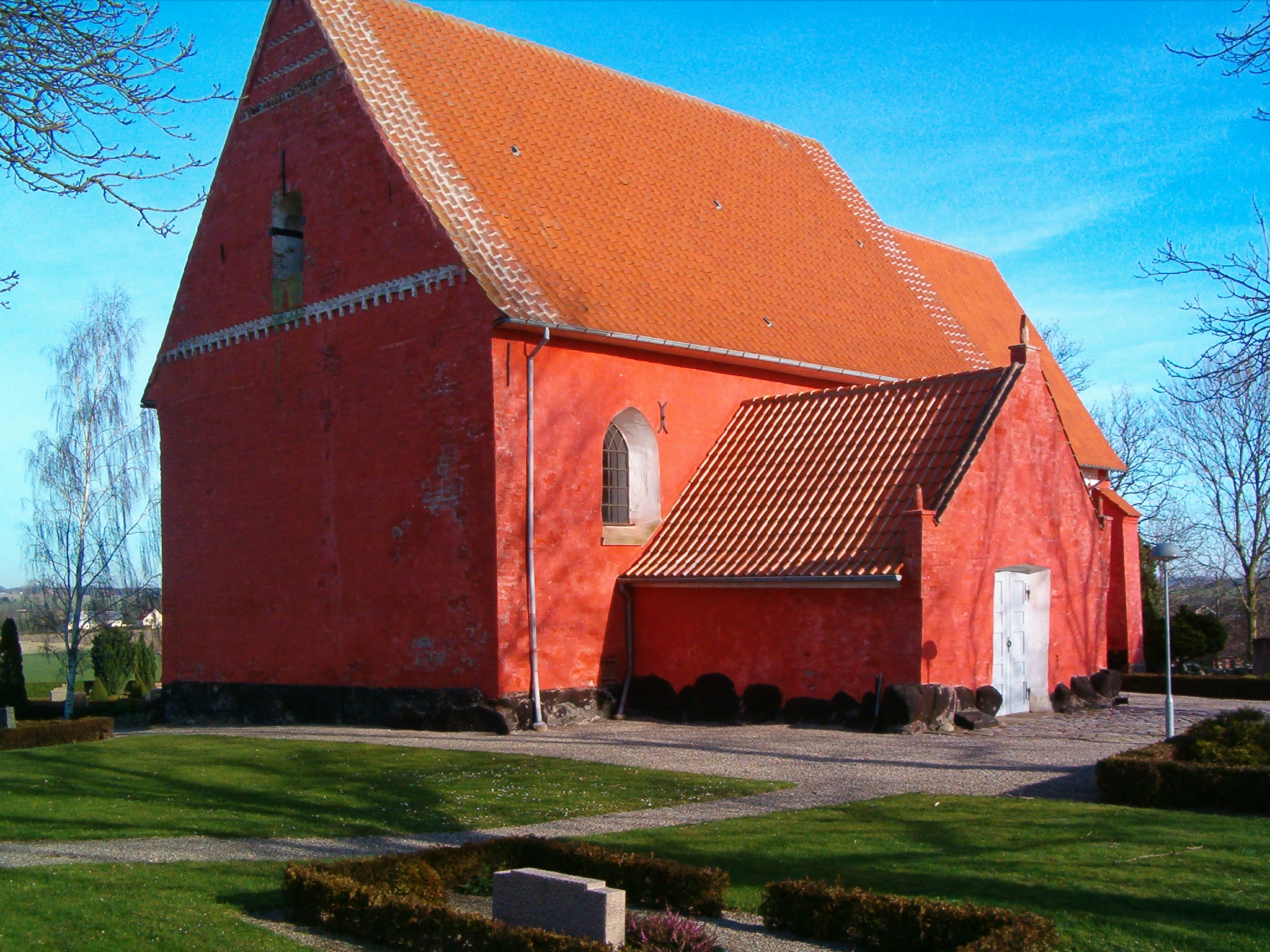
Церковь Брегнинге